# Serra de Malcata

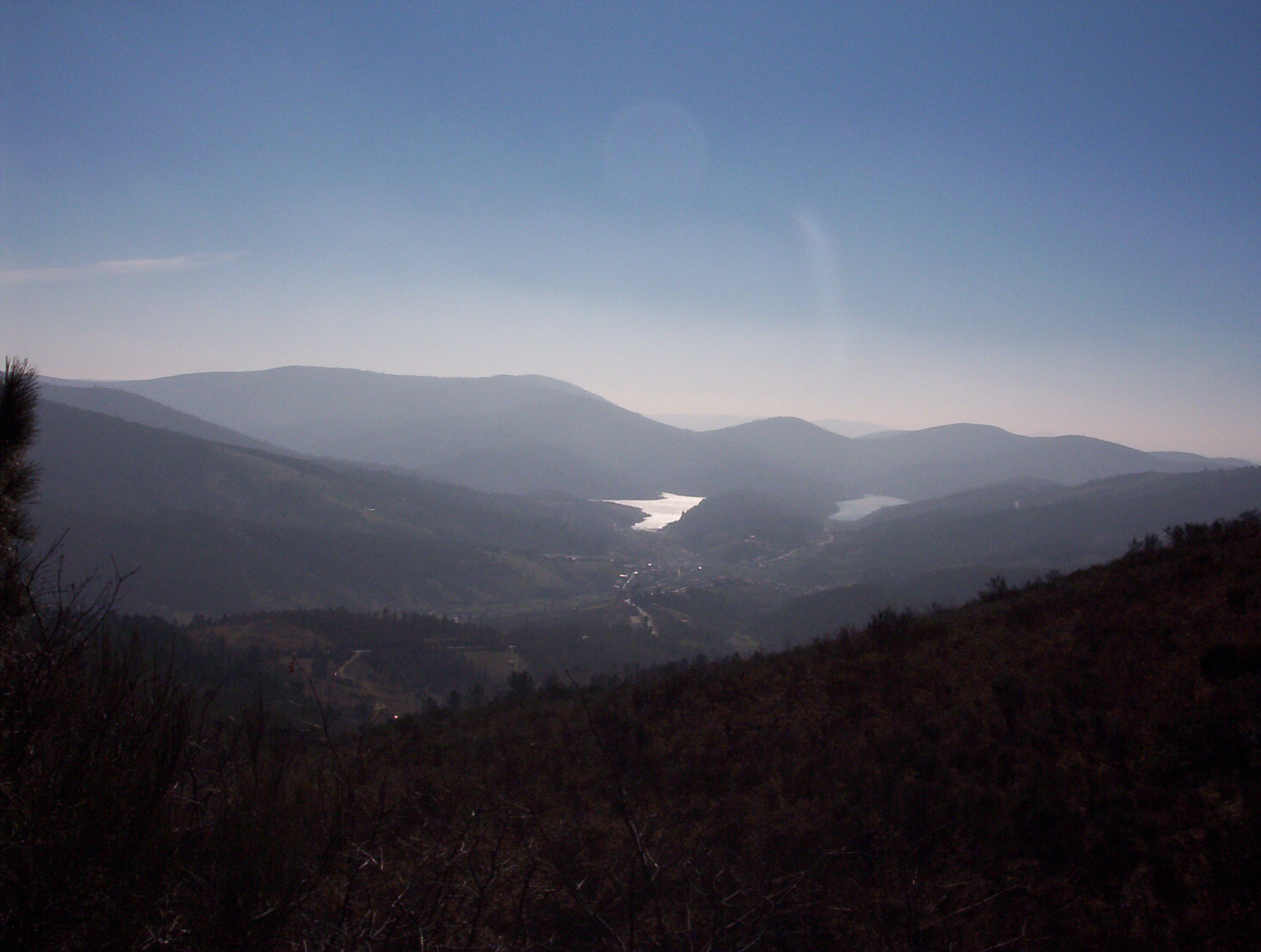
Vue de la serra de Malcata.

La serra de Malcata est une chaîne de montagnes ibérique du centre intérieur du Portugal et de l'Ouest de l’Espagne. Elle fait partie de l'extrémité du Système central qui s'étend vers l’océan Atlantique. Comportant plusieurs sommets dépassant 1 000 mètres d’altitude, c’est un des plus hauts reliefs du Portugal continental. Côté portugais, la serra est située dans les municipalités de Sabugal et Penamacor.
La serra abrite la réserve naturelle de la Serra da Malcata, créée en 1981 dont le but originel était la sauvegarde du lynx ibérique qui y trouve refuge, ainsi que tout l'écosystème qui lui est associé. La rivière Bazágueda, affluent de l'Erges, naît dans cette chaîne de montagnes. Le point culminant de la réserve, le sommet du Machoca (Alto da Machoca) — connu localement sous le nom de « Telefe » — atteint l’altitude de 1 078 mètres.

## Aménagement
Le sommet Alto da Machoca accueille une tour de surveillance (Posto de Vigia) de lutte contre l’incendie. Une balançoire a également été installée au même endroit, d’où le point de vue embrasse notamment le plan d'eau du barrage de Sabugal.